# Die Kammer (Roman)

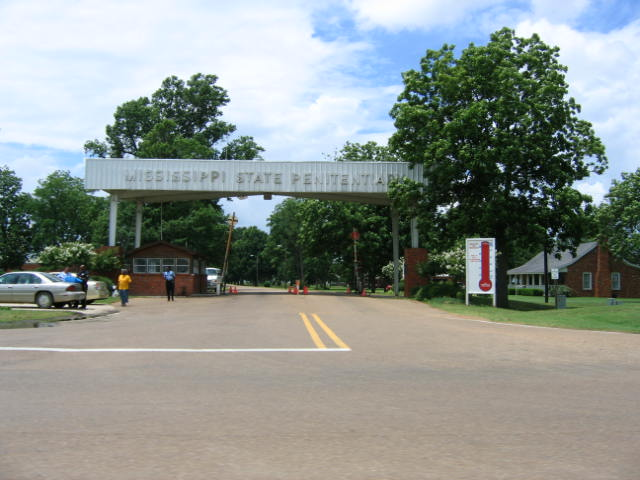
Mississippi State Penitentiary

Die Kammer (englischer Originaltitel: The Chamber) ist ein Roman (Thriller) des US-amerikanischen Autors John Grisham von 1994. Das Buch wurde 1996 mit Chris O’Donnell und Gene Hackman unter der Regie von James Foley als Die Kammer verfilmt.

## Handlung
Adam Hall, ein junger aufstrebender Anwalt, übernimmt den Fall des Sam Cayhall. Dieser wurde wegen eines Bombenanschlags auf eine jüdische Anwaltskanzlei, bei dem zwei Kinder ums Leben gekommen und deren Vater schwer verletzt wurde, zum Tode verurteilt und wartet im Hochsicherheitstrakt auf seine Hinrichtung in der Gaskammer.
Adam Hall hat nur wenig Zeit, um den Mann zu retten, der für ihn viel mehr ist als ein Mandant, da er sein Großvater ist. Da der Antisemit Cayhall, ein Mitglied des Ku-Klux-Klan in vierter Generation, die Liberalität seines Enkels verachtet und daher jegliche Hilfe verweigert, wird Hall die Verteidigung bis zur Unmöglichkeit erschwert. Cayhall war bei dem Anschlag nur Komplize und hatte nicht die Absicht, Menschen zu Schaden kommen zu lassen, weigert sich aber, seinen Mittäter preiszugeben.
Dem ersten Anwalt, der ihn in dieser Sache vertrat, gelang es durch Verschleppung des Prozesses und die Auswahl weißer, dem Angeklagten potentiell wohlgesinnter Geschworener, anfangs eine Verurteilung zu vermeiden. Erst im dritten Prozess, den der profilierungssüchtige Staatsanwalt David McAllister vorantrieb, wurde Cayhall verurteilt. Nach Ablehnung aller Berufungen ist Cayhall mittlerweile ein alter Mann. Der damalige Staatsanwalt McAllister brachte es in dieser Zeit zum Gouverneur und ist daher derjenige, der eine Begnadigung gewähren könnte.
Während Adam Hall verzweifelte juristische Versuche unternimmt, die Hinrichtung noch abzuwenden, muss er sich gleichzeitig mit seiner Familiengeschichte auseinandersetzen.